# Орга
Орга (на гръцки: Οργα; на турски: Kayalar) е село в Кипър, окръг Кирения. Според статистическата служба на Северен Кипър през 2011 г. селото има 234 жители.
Де факто е под контрола на непризнатата Севернокипърска турска република.